# Général Hassan
Pour les articles homonymes, voir Hassan.
Abdelkader Aït Ouarabi (en arabe : عبد القادر آيت وعرابي), alias Général Hassan (en arabe : جنرال حسان), né au début des années 1950, est un militaire algérien, figure importante des services de renseignement. 
Proche du général Toufik, il dirige le Service de coordination opérationnelle et du renseignement antiterroriste (Scorat) de 2006 à 2013. Arrêté en août 2015, il est condamné à 5 ans de prison. Après sa libération en 2020, il est réhabilité en 2021. Le 24 mai 2025, il est installé à la tête de la Direction générale de la Sécurité intérieure (DGSI).

## Biographie
Abdelkader Aït Ouarabi, né au début des années 1950, intègre en 1963, les Forces navales algériennes, une des composantes de l'Armée nationale algérienne.  C'est dans la base navale de Mers el-Kébir qu'il fait la connaissance de Mohamed Mediène (futur général Toufik) dans les années 1980, il est alors le chauffeur de ce denier. Il étudie dans plusieurs écoles réputées et travaille au sein de la Direction centrale de la sécurité de l’armée (DCSA), au début des années 1990, dans le domaine de l’antiterrorisme,.
En 1993, il assure plusieurs missions au Sénégal, au Mali, au Niger et au Tchad. Il aurait reçu les félicitations du secrétaire général de l’ONU de l’époque après une blessure lors d'une mission d'observation en Angola au milieu des années 1990.
Il est réputé proche du général Toufik, de son vrai nom Mohamed Mediène, qui a dirigé le Département du renseignement et de la sécurité de 1990 à 2015. Le général Hassan dirige le Service de coordination opérationnelle et du renseignement antiterroriste (Scorat) à partir de 2006. 
Lors de la prise d'otages d'In Amenas en janvier 2013, un des chefs du commando aurait été libéré juste avant l'opération terroriste d’In Amenas et utilisé par les services du général Hassan pour exécuter l'attaque. La même année après une opération située à la frontière algéro-malienne pour lutter contre un groupe terroriste sur le territoire algérien, les équipes d'Hassan sont arrêtées par des membres de l'armée algérienne à un point de contrôle. Le média El Watan évoque une « affaire de complot » visant à discréditer Hassan dans le cadre d'« une luttes de clans au sommet de l’État ».
Le général Hassan est mis à la retraite en 2013. En février 2014, il lui est demandé de se présenter devant la justice militaire de Blida, mais aucune poursuite n'est alors engagée à son encontre. Puis il est arrêté 27 août 2015, à son domicile de Chevalley sur les hauteurs d’Alger. Il est envoyé dans une cellule de la prison militaire de Blida. 
Le 26 novembre 2015 le général Hassan, accusé  de « destruction de documents et infractions aux consignes », est condamné à 5 ans de prison par le tribunal militaire d'Oran. Devant ses juges il revendique fermement son innocence : « Tout ce que j’ai fait entrait dans le cadre d’une stratégie de défense des intérêts de l’État. Les renseignements ont permis d’épargner beaucoup de vies et de protéger des institutions ». Pour les journalistes Farid Alilat, du Point et M. F. Gaïdi d'El Watan, l'homme fort de l'époque, le général Ahmed Gaïd Salah, est à l'origine de cette condamnation,.
Les réactions au jugement du tribunal militaire sont vives. Ainsi, le général Toufik affirme que le général Hassan a effectué sa mission « dans le respect des normes et en rendant compte au moment opportun ». De même, Ali Benflis, du parti Avant-garde des libertés, indique : « Une épuration politique pour crime de non-allégeance est en cours dans notre pays ». Pour sa part, le général Khaled Nezzar dénonce « une condamnation criminelle et infamante »,.
Après avoir purgé sa peine il est libéré en 2020. Puis, après la réouverture de son procès, un tribunal militaire l'acquitte en mars 2021,. Ses biens lui sont rendus.
Le 22 mai 2025, le général Hassan est nommé directeur de la Direction générale de la Sécurité intérieure (DGSI) alors qu'il est âgé de 73 ans. Il remplace à ce poste Abdelkader Haddad, alias Nacer El Djenn,. Le 24 mai 2025, il est installé dans ses nouvelles fonctions par le ministre délégué à la défense nationale, Saïd Chengriha,,.